# Südkirchen
Südkirchen (plattdeutsch Süüdkiärken) ist ein Ortsteil der Gemeinde Nordkirchen in Nordrhein-Westfalen, Deutschland und gehört zum Kreis Coesfeld.

## Geographie
Südkirchen erstreckt sich etwa auf 51°50′ nördlicher Breite und 7°30′ östlicher Länge und liegt somit im südlichen Münsterland im Städtedreieck Hamm–Dortmund–Münster.
Von Norden aus im Uhrzeigersinn sind Südkirchens Nachbarorte:
- Nordkirchen
- Capelle, Ortsteil von Nordkirchen
- Werne
- Cappenberg, Stadtteil von Selm
- Bork, Stadtteil von Selm
- Selm

## Geschichte
Die erste urkundliche Erwähnung für die Pfarre Südkirchen datiert aus den Jahren um 1030. Die ersten Besiedlungsspuren im Bereich des Orts reichen jedoch bis in die Jungsteinzeit zurück. 1378 wurde bei Hof Kohues eine Kapelle errichtet. 1633 wurde Südkirchen während des Dreißigjährigen Kriegs wie das gesamte Amt Werne von hessischen Truppen besetzt und verlor während dieser Zeit rund zwei Drittel seiner Bevölkerung. 1691 wurde mit der Errichtung der denkmalgeschützten Pankratiuskirche begonnen, die 1694 fertiggestellt wurde. 
Im Zusammenhang mit dem Reichsdeputationshauptschluss (1803) wurde das Hochstift Münster, zu dem das Kirchspiel Südkirchen bis dahin gehörte, aufgelöst. Die Region wurde dem Königreich Preußen zugesprochen und Südkirchen wurde dem neuen Kreis Lüdinghausen im Fürstentum Münster zugeordnet. Von den im Tilsiter Frieden (1807) von Preußen abgetretenen Ländern verband Napoleon 1808 das Fürstentum Münster sowie andere Gebiete mit dem 1806 errichteten Großherzogtum Berg. Südkirchen gehörte nun zum Kanton Werne im Arrondissement Dortmund bzw. zum Departement der Ruhr und war verwaltungsmäßig der Mairie Nordkirchen zugeordnet. Nach dem Abzug der Franzosen (1813) übernahm Preußen, zunächst provisorisch, wieder seine vorherigen rechtsrheinischen Gebiete.
Aufgrund der auf dem Wiener Kongress (1815) getroffenen Vereinbarungen kam die Region dauerhaft zu Preußen. Die Gemeinde Südkirchen wurde unter der preußischen Verwaltung zusammen mit dem Kreis Lüdinghausen dem neuen Regierungsbezirk Münster und der Provinz Westfalen zugeordnet.
1852 war das Gründungsjahr des Männergesangvereins „Concordia“ und 1887 das Gründungsjahr des Südkirchener Spar- und Darlehenskassenvereins.
Der Neubau eines Spritzenhauses mit neuer Feuerspritze erfolgte 1891, eine Freiwillige Feuerwehr wurde allerdings erst 1908 gegründet. 1920 wurde mit einer Ehrentafel in der Kirche der Gefallenen des Ersten Weltkriegs gedacht.
Der Fußballclub SV 26 Südkirchen wurde 1926 gegründet. 2018 wurde der Umbau des bestehenden Naturrasenplatzes zu einem Kunstrasenplatz beschlossen.
Am 1. Januar 1975 wurde Südkirchen nach Nordkirchen eingemeindet.
2005 wurde der Handwerkerbaum mit einem Gottesdienst und einem Fest eingeweiht.

## Einwohnerentwicklung
| Jahr          | 1498 | 1668 | 1785 | 1867 | 1900 | 1946 | 1961 | 1970 | 1974 | 2005 | 2009 | 2010 | 2015 | 2017 | 2019 | 2023 |
| ------------- | ---- | ---- | ---- | ---- | ---- | ---- | ---- | ---- | ---- | ---- | ---- | ---- | ---- | ---- | ---- | ---- |
| Einwohnerzahl | 137  | 262  | 640  | 1087 | 1024 | 1866 | 1634 | 1838 | 2249 | 3434 | 3260 | 3222 | 3229 | 3303 | 3382 | 3503 |